# Монастырь Святого Иоанна (Пор)
Монастырь Святого Иоанна  (арм. Սուրբ Հովհաննես վանք) — армянский монастырь, основанный в VII веке и расширенный притвором в XV веке, располагающийся в деревне Пор (современный Дегирменалты) в 7 км к северо-востоку от города Битлис Турции. Недалёко от него находится другой монастырь Святого Анании. Был конфискован в 1915 году, а после использовался как склад. В настоящее время находится в руинах.  

## История
Вместе с монастырём Святого Анании считались единым комплексом. В XV веке к монастырю Святого Иоанна был пристроен притвор.   
В XV веке местность Пор и его религиозные учреждения процветали, о чём свидетельствуют более десятка хачкаров, датируемых этим периодом, среди которых несколько огромных стел.  

## Устройство монастыря
Монастырь состоит из церкви, размером 6,2 на 4 м, вытянутой на 8,3 м на запад поперечным притвором, который имел два входа с южной стороны. Комплекс завершается несколькими рядами хачкаров, отходящих от южной стены монастыря Святого Анании и от его притвора.

## Галерея

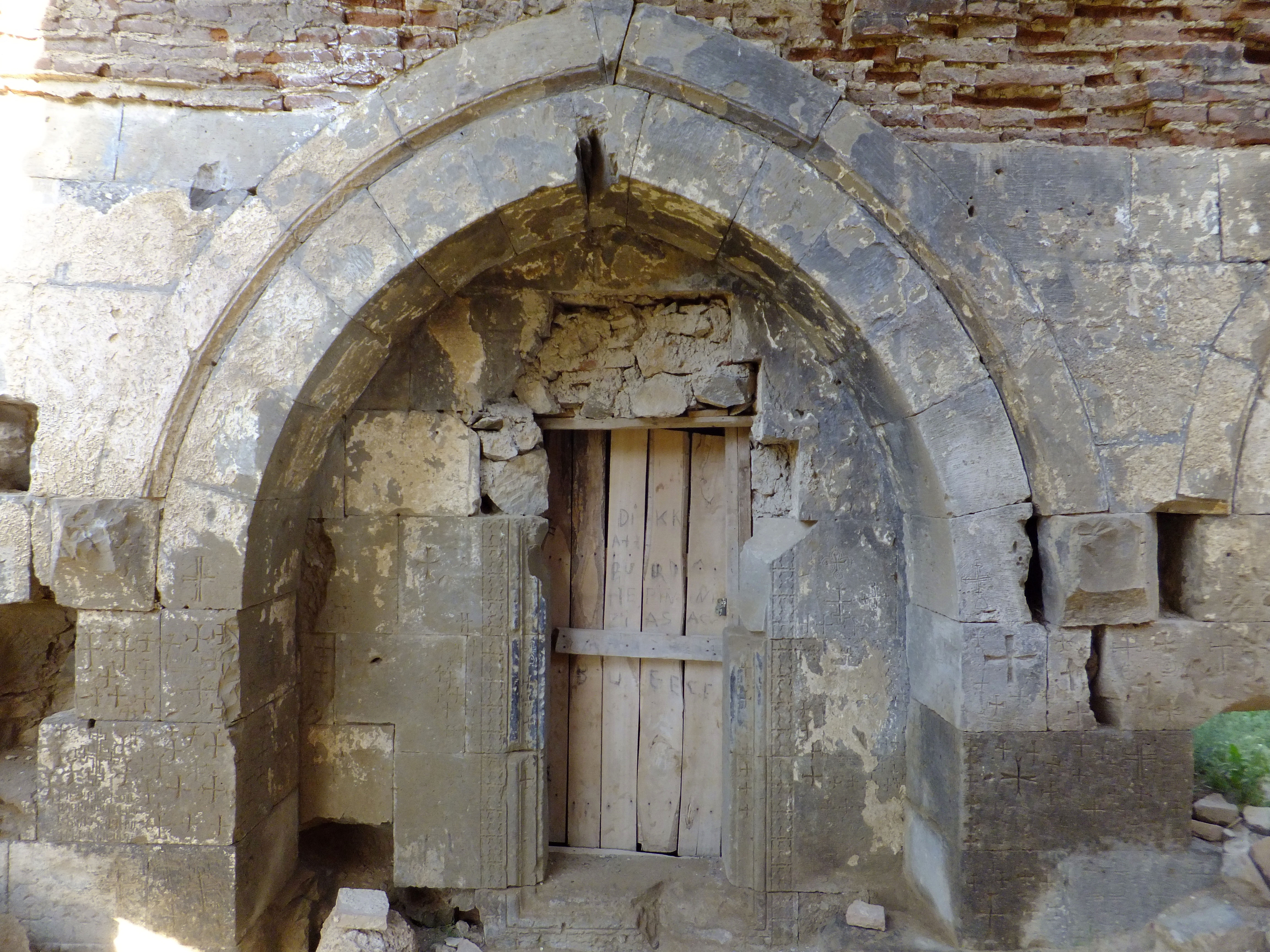
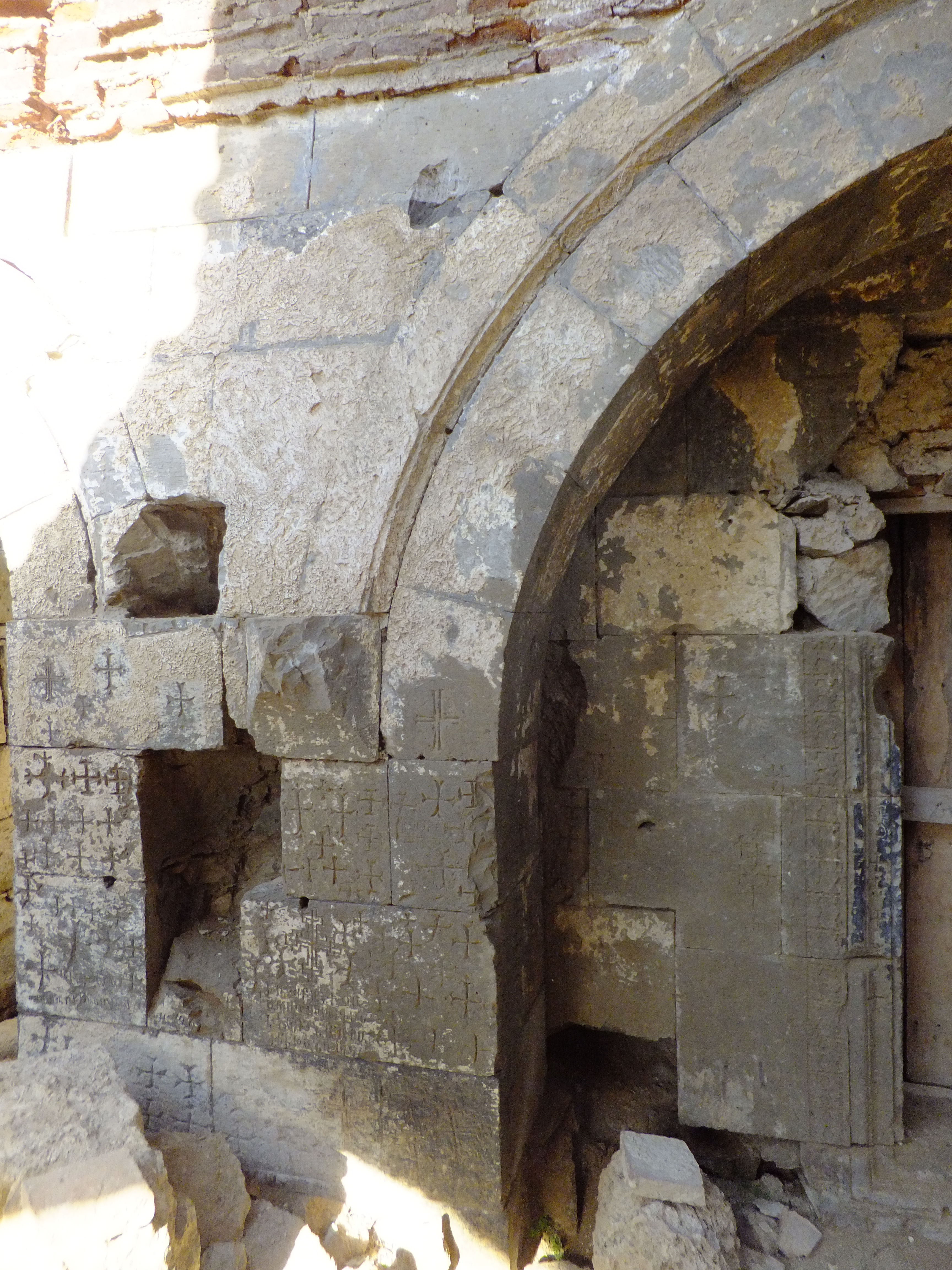
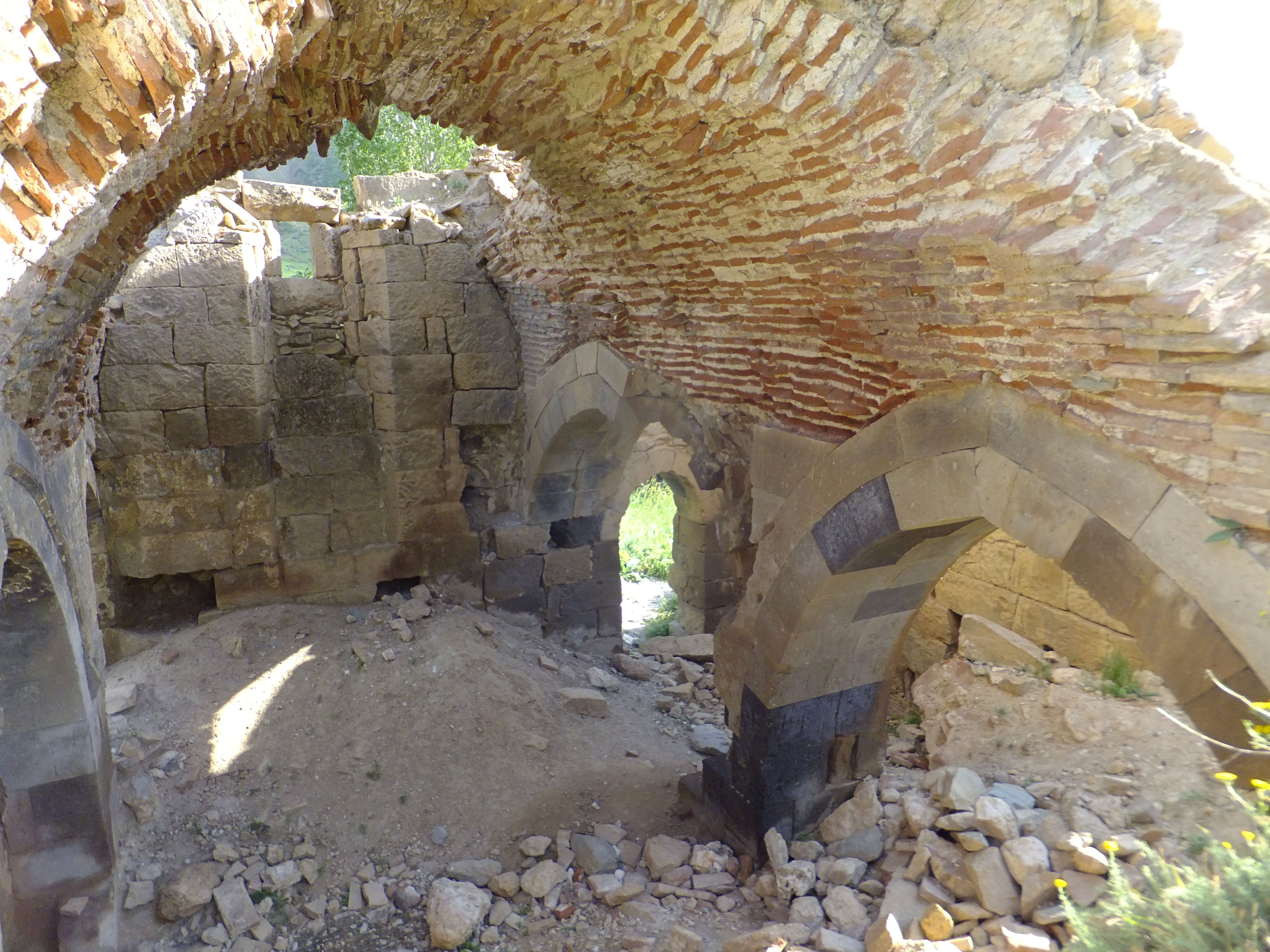
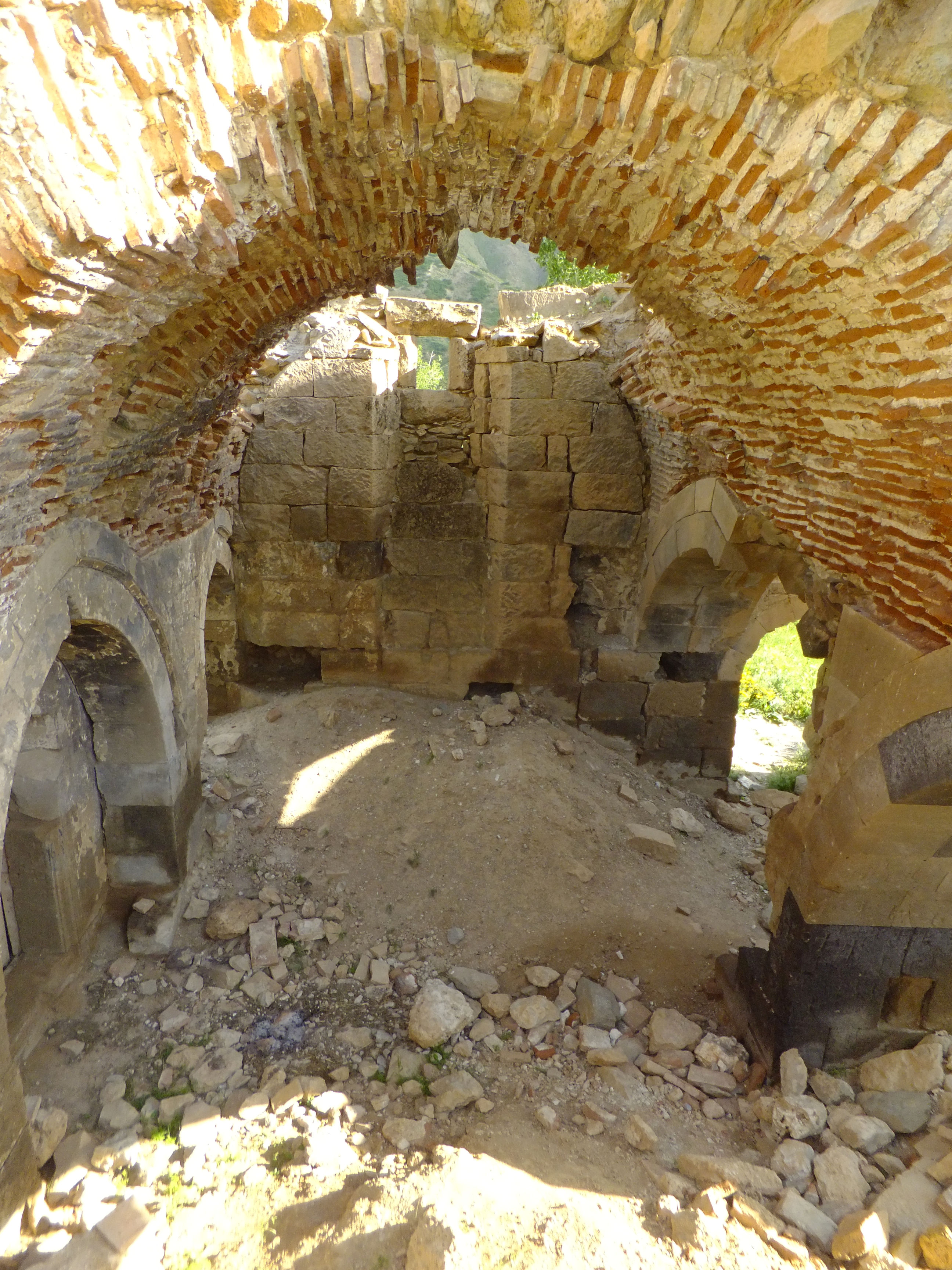